# Distretto di Khwaja Umari
Il distretto di Khwaja Umari è un distretto dell'Afghanistan appartenente alla provincia di Ghazni. Viene stimata una popolazione di 9 757 abitanti (stima 2016-17).